# Ad Astra (Heftromanserie)
Ad Astra war eine im Pabel Verlag von 1967 bis 1968 erschienene Science-Fiction-Serie, die innerhalb der Heftromanreihe Utopia erschien.

## Geschichte
Ad Astra stellte nach der Serie Mark Powers den zweiten und letzten Versuch des Pabel Verlags dar, das überaus erfolgreiche Serienkonzept der im damals konkurrierenden Moewig-Verlag – inzwischen sind die beiden Verlage fusioniert – erscheinenden Perry-Rhodan-Reihe zu kopieren. Die Reihe wurde von H. G. Francis konzipiert, der auch die Redaktion leitete. Neben ihm waren Thomas R. P. Mielke, Rolf W. Liersch (als Arno Zoller) und Jürgen Grasmück (unter dem Pseudonym J. A. Garrett) als Autoren beteiligt. Der mit 21 Titeln kurzlebige Zyklus behandelt die Abenteuer irdischer Raumfahrer im Sol- und Alpha-Centauri-System.
2007 begann der Heinz Mohlberg Verlag in Köln (heute Bergheim) mit einer Neuausgabe der Serie in überarbeiteter Fassung. Bis 2010 erschienen die 21 Romane der Originalserie in 11 Sammelbänden. Seit 2011 erscheint eine Fortsetzung der Serie mit neuen Autoren, darunter Thomas T. C. Franke, Melanie Brosowski, Margret Schwekendiek, Michael Edelbrock und Oliver Müller.
Seit Frühjahr 2024 veröffentlicht der Blitz-Verlag die Bände der Fortsetzung unter dem Reihentitel Ad Astra – Chet Morrows Weg zu den Sternen, Neue Abenteuer als E-Book mit eigener Nummerierung. Die Titelbilder der E-Books wurden mit Hilfe der KI-Software Midjourney von Mario Heyer erzeugt. Bei den zuvor erschienenen Paperback-Bänden wurden die meisten Cover von dem 2023 verstorbenen Arndt Drechsler-Zakrzewski gestaltet.

## Liste der Titel
Originalserie
- U550: H. G. Francis: Sabotage um Dyna-Carrier
- U552: Thomas R. P. Mielke: In den Wüsten der Venus
- U554: Arno Zoller: Der Wasserkönig aus der Zenta-Schlucht
- U556: H. G. Francis: Der Gefangene vom Mare Titow
- U558: J. A. Garrett: Die Hyänen des Alls
- U560: T. R. P. Mielke: Die gnadenlose Jagd
- U562: H. G. Francis: Der falsche Saturnmond
- U564: Arno Zoller: Kolonie über dem Abgrund
- U566: H. G. Francis: Das rote Auge der Hölle
- U568: H. G. Francis: Hilfeschrei aus dem Nichts
- U570: T. R. P. Mielke: Terra soll sterben!
- U572: H. G. Francis: Die Geißel des Universums
- U574: Arno Zoller: Am Rande der Welten
- U576: H. G. Francis: Der Sprung zu den Sternen
- U578: Arno Zoller: Todesfälle Honkie-Alpha 3
- U580: H. G. Francis: Im Reich der Todesvögel
- U582: Arno Zoller: Die schwarzen Pyramiden von Gowan
- U584: H. G. Francis: Die Totengräber der Galaxis
- U586: T. R. P. Mielke: Eiswelt soll brennen!
- U588: Arno Zoller: Gestrandet unter fremder Sonne
- U590: H. G. Francis: Todesfeuer über Alpha Centauri

Neuauflage
- 01 Sabotage um Dyna-Carrier (= U 550, U 552; H. G. Francis, Thomas R. P. Mielke; 2007)
- 02 Der Gefangene vom Mare Titow (= U 554, U 556; Arno Zoller, H. G. Francis; 2007)
- 03 Die Hyänen des Alls (= U 558, U 560; H. G. Francis, J. A. Garrett; 2007)
- 04 Der falsche Saturnmond (= U 562, U 564; H. G. Francis, Arno Zoller; 2007)
- 05 Der Hilfeschrei aus dem Nichts (= U 566, U 568; H. G. Francis; 2008)
- 06 Terra soll sterben! (= U 570, U 572; Thomas R. P. Mielke, H. G. Francis; 2008)
- 07 Sprung zu den Sternen (= U 574, U 576; Arno Zoller, H. G. Francis; 2008)
- 08 Todeszone Honkie Alpha 3 (= U 578, U 580; Arno Zoller, H. G. Francis; 2009)
- 09 Die schwarzen Pyramiden von Gowan (= U 582, U 584; Arno Zoller, H. G. Francis; 2009)
- 10 Eiswelt soll brennen! (= U 586, U 588; Thomas R. P. Mielke, Arno Zoller; 2010)
- 11 Todesfeuer über Alpha Centauri (= U 590 und neues Material zur Überleitung in die Fortsetzung; H. G. Francis, Udo Mörsch; 2010)

Fortsetzung
- 12 Schatten über dem Mars (Thomas T. C. Franke, 2011)
- 13 Die Kometenfalle (Thomas T. C. Franke, 2011)
- 14 Söldner der Galaxis (A. N. O'Murtagh, 2012)
- 15 Gestrandet in der weißen Hölle (Melanie Brosowski, 2012)
- 16 Jagt den Milan! (Thomas T. C. Franke, 2012)
- 17 Das Maki-Komplott (Melanie Brosowski, 2013)
- 18 Hölle auf Erden (Melanie Brosowski & Margret Schwekendiek, 2013)
- 19 Entscheidung auf Ceres (Thomas T. C. Franke, 2014)
- 20 Mission Aurora (Udo Mörsch & Melanie Brosowski, 2014)
- 21 Im Bann der Geierköpfe (Oliver Müller & Melanie Brosowski, 2015)
- 22 Geheimwaffe Dakota (Thomas T. C. Franke, 2016)
- 23 Der Kampf der Hüterinnen (Thomas T. C. Franke, 2016)
- 24 Der Malivia-Effekt (Thomas T. C. Franke, 2016)
- 25 Sodors Ultimatum (Michael Edelbrock & Oliver Müller, 2017)
- 26 Stunden der Angst (Thomas T. C. Franke, 2018)
- 27 Das Schiff der Großen (Melanie Brosowski, 2019)
- 28 Gefangen auf Sodor (Michael Edelbrock & Oliver Müller, 2019)
- 29 Schmuggler für Terra (Thomas T. C. Franke, 2019)
- 30 Tödliche Fracht für Callisto (Thomas T. C. Franke, Melanie Brosowski, 2020)
- 31 Gefahr aus Ophiuchi: Attacke! (Thomas T. C. Franke, 2020)
- 32 Gefahr aus Ophiuchi: Gegenschlag! (Michael Edelbrock, Thomas T. C. Franke, 2021)
- 33 Gefahr aus Ophiuchi: Entscheidung! (Michael Edelbrock, Oliver Müller, Thomas T. C. Franke, 2021)
- 34 Das letzte Versteck (Thomas T. C. Franke, 2021)
- 35 Verhängnis Wega (Thomas T. C. Franke, 2022)
- 36 Mission der Jäger (Thomas T. C. Franke, 2022)
- 37 Unternehmen HARD STUFF (Thomas T. C. Franke, 2023)
- 38 Gegen die Großen: Der Angriff (Thomas T. C. Franke, Michael Edelbrock)
- 39 Gegen die Großen: Auf Messers Schneide (Thomas T. C. Franke, Michael Edelbrock)
- 40 Die Suche 1: Gefährlicher Aufbruch (Thomas T. C. Franke, 2024)
- 41 Die Suche 2: Befreiungsschlag (Thomas T. C. Franke, 2024)
- 42 Die Suche 3: Aquamarin (Thomas T. C. Franke, 2025)
- 43 Auftrag für den Commodore (Thomas T. C. Franke, 2025)